# Albuneinae
Albuneinae is een onderfamilie van kreeftachtigen uit de klasse van de Malacostraca (hogere kreeftachtigen).

## Geslachten
- Albunea Weber, 1795
- Italialbunea Boyko, 2002 †
- Paralbunea Serène, 1977
- Stemonopa Efford & Haig, 1968